# Xylophanes rufescens
Xylophanes rufescens är en fjärilsart som beskrevs av Rothschild 1894. Xylophanes rufescens ingår i släktet Xylophanes och familjen svärmare. Inga underarter finns listade i Catalogue of Life.